# Estación de Auvernier
La estación de Auvernier es la principal estación ferroviaria de la comuna suiza de Auvernier, en el Cantón de Neuchâtel.

## Historia y situación
La estación de Auvernier fue inaugurada en el año 1859 con la puesta en servicio del tramo Vaumarcus - Le Landeron de la línea Olten - Lausana, también conocida como la línea del pie del Jura. En 1860 se inauguró el tramo Auvernier - Pontarlier de la línea Neuchâtel - Pontarlier.
Se encuentra ubicada en el borde norte del núcleo urbano de Auvernier. Cuenta dos andenes, uno central y otro lateral a los que acceden tres vías pasantes. A ellas hay que sumar una vía topera. Al oeste de la estación se bifurca de la línea Olten - Lausana la línea Neuchâtel - Pontarlier.
En términos ferroviarios, la estación se sitúa en la línea Olten - Lausana, que prosigue hacia Ginebra y la frontera francosuiza, conocida como la línea del pie del Jura, así como en la línea Neuchâtel - Pontarlier. Sus dependencias ferroviarias colaterales son la estación de Neuchâtel-Serrières hacia Olten, la estación de Bôle hacia Pontarlier y la estación de Colombier en dirección Lausana.

## Servicios ferroviarios
Los servicios ferroviarios de esta estación están prestados por SBB-CFF-FFS:

### Regional
- R Neuchâtel - Gorgier-Saint-Aubin (- Yverdon-les-Bains). Cuenta con trenes cada hora hacia Neuchâtel y Gorgier-Saint-Aubin. Además, algunos servicios son prolongados en las horas punta hasta Yverdon-les-Bains, finalizando su recorrido en algunos casos en Morges.
- R Neuchâtel - Buttes. Trenes cada hora en ambos sentidos, con refuerzos en las horas punta.